# Endacantha
Endacantha is een geslacht van vlinders van de familie spinners (Lasiocampidae).

## Soorten
- E. albovirgata De Lajonquière, 1970
- E. cleptis (Hering, 1928)
- E. moka De Lajonquière, 1970